# Ruta 189 (Connecticut-Massachusetts)
La ruta 189 es una ruta estatal de 22,43 millas de largo (36,10 km) en los estados de Connecticut y Massachusetts de EE. UU. La ruta comienza en la parte noroeste de Hartford, la capital del estado de Connecticut, y termina en la ciudad rural de Granville. En Massachusetts, la ruta no es una carretera estatal y es mantenida por la ciudad de Granville.

## Descripción de la ruta
La ruta 189 comienza en una intersección con la US 44 en el oeste de Hartford y se dirige al noroeste, cruzando hacia West Hartford. Pasa la Universidad de Hartford y el extremo este de la Ruta 185, continúa hacia el noroeste a través de la esquina noreste de West Hartford y cruza hacia Bloomfield. En Bloomfield, continúa hacia el norte, cruza la ruta 218 y pasa por el centro de la ciudad donde se cruza con la ruta 178. Al norte de la ciudad, gira ligeramente al noreste y se encuentra con la ruta 187 para formar una autopista corta. Después de que la ruta 187 sale hacia el norte, la autopista continúa brevemente y luego desciende a una carretera principal de 2 carriles cuando cruza hacia Simsbury. En Simsbury, ingresa a la sección de Tariffville de la ciudad, donde se encuentra con el extremo este de la Ruta 315 antes de cruzar el río Farmington hacia East Granby. En East Granby, continúa hacia el noroeste hasta Granby. En Granby, continúa hacia el noroeste, superponiendo brevemente la US 202 y la Ruta 10, seguida inmediatamente por una breve superposición con la Ruta 20. Luego continúa hacia el noroeste a través de la parte noroeste de la ciudad y cruza la frontera del estado de Massachusetts hacia la ciudad de Granville, terminando en una intersección con la Ruta 57 en el centro de la ciudad.

## Historia
La ruta desde el centro de Granby hacia el noroeste a través de North Granby hasta la frontera del estado de Massachusetts se designó en 1922 como State Highway 206. En la renumeración de la autopista estatal de 1932, la Ruta 189 se estableció como una nueva designación para la antigua Highway 206. Originalmente iba desde la Ruta 20 en Granby a la línea estatal. Al mismo tiempo, Massachusetts designó la continuación como la Ruta 189 en Granville a la Ruta 57. La parte sur de la Ruta 20 estaba, en ese momento, designada como parte de la Ruta 9. Antes de 1932, esta parte todavía formaba parte de la Ruta 10 de Nueva Inglaterra. La Ruta 9 original en Bloomfield siguió Tunxis Avenue hacia Tariffville antes de continuar hacia el norte por Hartford Avenue, cruzando el río Farmington tres veces en el proceso. En 1960, cinco años después de que dos de los puentes fueran arrasados por una inundación, la Ruta 9 fue reubicada para permanecer en el lado sur del río a lo largo de una autopista recién construida. En 1963, con la apertura de la autopista Ruta 9 al sur de Hartford, la sección de la Ruta 9 desde la US 44 en Hartford hasta la Ruta 20 en Granby fue reasignada como una extensión sur de la Ruta 189.

## Intersecciones principales
| Estado                                                          | Ciudad   | Localidad     | mi           | km           | Destino                                                        | Nota                                                    |
| --------------------------------------------------------------- | -------- | ------------- | ------------ | ------------ | -------------------------------------------------------------- | ------------------------------------------------------- |
| Connecticut                                                     | Hartford | Hartford      | 0.00         | 0.00         | US 44 – Hartford, West Hartford                                | Southern terminus                                       |
| Connecticut                                                     | Hartford | West Hartford | 0.82         | 1.32         | Route 185 west – Weatogue, Simsbury                            | Eastern terminus of Route 185                           |
| Connecticut                                                     | Hartford | Bloomfield    | 2.46         | 3.96         | Route 218 – West Hartford, Windsor                             |                                                         |
| Connecticut                                                     | Hartford | Bloomfield    | 3.46         | 5.57         | Route 178 – Simsbury, Windsor                                  |                                                         |
| Connecticut                                                     | Hartford | Bloomfield    | 7.16         | 11.52        | Route 187 south – Windsor                                      | Southern terminus of Route 187 concurrency              |
| Connecticut                                                     | Hartford | Bloomfield    | 7.16         | 11.52        | Southern terminus of freeway section                           |                                                         |
| Connecticut                                                     | Hartford | Bloomfield    | 7.65         | 12.31        | Tariffville Road                                               | Interchange                                             |
| Connecticut                                                     | Hartford | Bloomfield    | 8.18         | 13.16        | Route 187 north – Tariffville, Granby, Suffield                | Interchange; northern terminus of Route 187 concurrency |
| Connecticut                                                     | Hartford | Bloomfield    | 9.12         | 14.68        | Northern terminus of freeway section                           | Northern terminus of freeway section                    |
| Connecticut                                                     | Hartford | Simsbury      | 9.33         | 15.02        | Route 315 west – Simsbury                                      | Eastern terminus of Route 315                           |
| Connecticut                                                     | Hartford | Granby        | 12.87– 12.96 | 20.71– 20.86 | US 202 / Route 10 – East Granby, Bradley International Airport | Brief concurrency with Route 10 / US 202                |
| Connecticut                                                     | Hartford | Granby        | 12.96– 13.21 | 20.86– 21.26 | Route 20 – West Granby, East Hartland, Winsted                 | Brief concurrency with Route 20                         |
|                                                                 |          |               | 20.32 0.00   | 32.70 0.00   | Connecticut–Massachusetts state line                           | Connecticut–Massachusetts state line                    |
| Massachusetts                                                   | Hampden  | Granville     | 2.11         | 3.40         | Route 57 (Main Road)                                           | Northern terminus                                       |
| 1.000 mi = 1.609 km; 1.000 km = 0.621 mi - Concurrency terminus |          |               |              |              |                                                                |                                                         |